# Реп'євка (Воронезька область)
Реп'євка (рос. Репьёвка) — село у Реп'євському районі Воронезької області Російської Федерації. Адміністративний центр району.
Населення становить 5448  осіб. Входить до складу муніципального утворення Реп'євське сільське поселення.

## Історія
Населений пункт розташований у історичному регіоні Чорнозем'я. У 1918 році село Ріп'ївка було прикордонним пунктом української держави. Від 1928 року належить до Реп'євського району, спочатку в складі Центрально-Чорноземної області, а від 1934 року — Воронезької області.
Згідно із законом від 15 жовтня 2004 року входить до складу муніципального утворення Реп'євське сільське поселення.Засноване та населене українцями

## Населення
| 1959  | 1970  | 1979  | 1989  | 2002  | 2010  | 2014  |
| ----- | ----- | ----- | ----- | ----- | ----- | ----- |
| 2492  | ↗4123 | ↗5081 | ↗5965 | ↘5905 | ↘5332 | ↗5442 |
| 2015  |       |       |       |       |       |       |
| ↗5448 |       |       |       |       |       |       |